# Albert Victor Alexander
Albert Victor Alexander, 1. hrabě z Hillsboroughu (Albert Victor Alexander, 1st Earl Alexander of Hillsborough, 1st Viscount Alexander of Hillsborough, 1st Baron Weston-super-Mare) (1. května 1885, Weston-super-Marie, Anglie – 11. ledna 1965, Londýn, Anglie) byl britský politik. Pocházel z prostých poměrů a od mládí se angažoval jako člen Labouristické strany. Řadu let byl poslancem Dolní sněmovny, v labouristických vládách a v Churchillově válečném koaličním kabinetu zastával celkem třikrát funkci ministra námořnictva (1929–1931, 1940–1945, 1945–1946), po druhé světové válce byl ministrem obrany (1946–1950). V roce 1950 s titulem vikomta vstoupil do Sněmovny lordů, nakonec získal titul hraběte (1963).

## Životopis

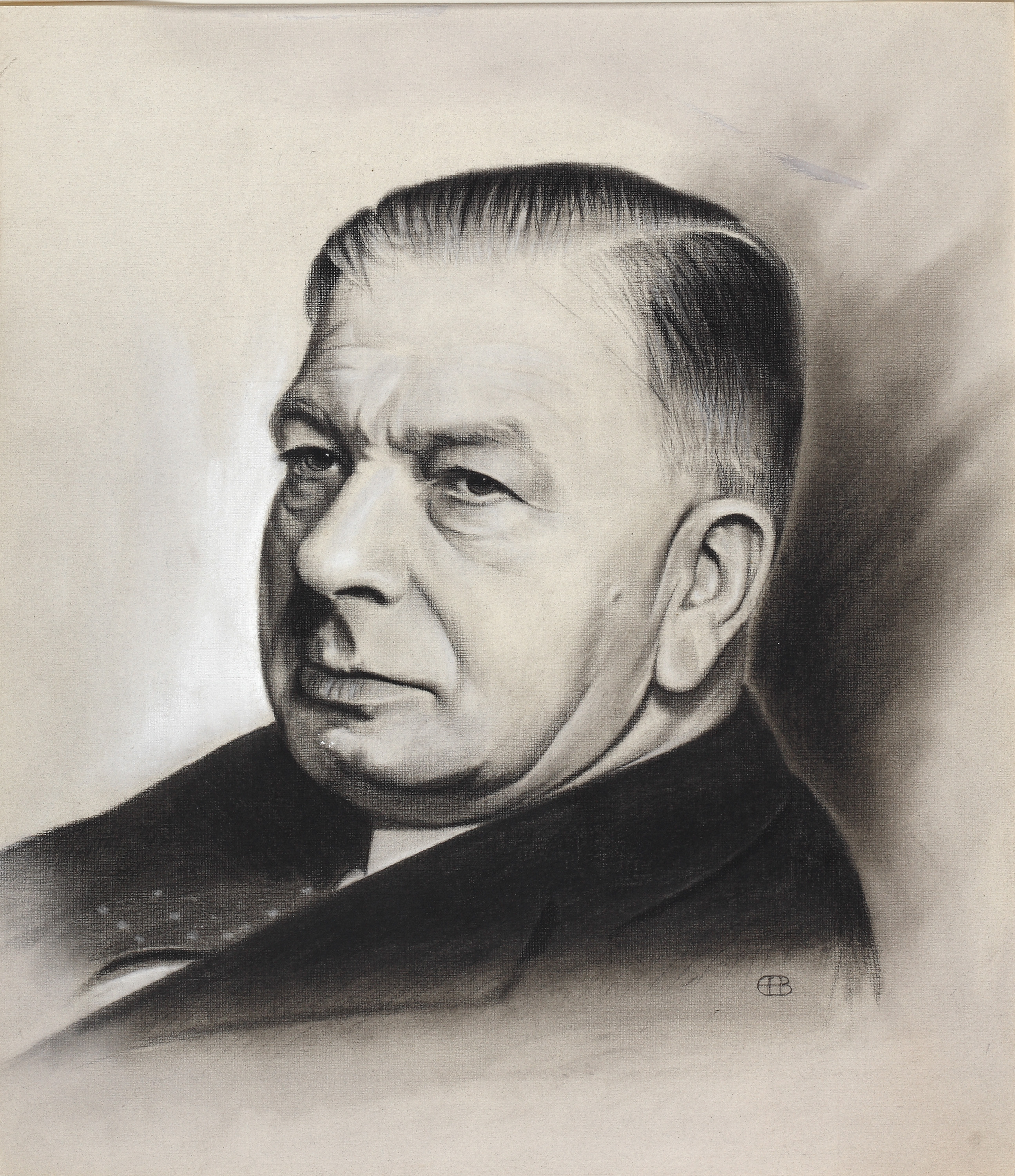
Sir Albert Victor Alexander

Pocházel z prostých poměrů, dětství strávil v rodném Westonu a později v Bristolu. Z finančních důvodů neměl možnost studovat a od třinácti let pracoval, nejprve v oblasti obchodu, později byl úředníkem školní rady v Bristolu. V politice se začal angažovat jako člen Liberální strany, později přešel k labouristům. Na začátku první světové války se přihlásil jako dobrovolník do armády, povolán byl ale až v roce 1917. Fakticky na frontě nesloužil, ale nakonec dosáhl hodnosti kapitána. Po válce byl zvolen do Dolní sněmovny a v letech 1922–1931 a 1935–1950 byl poslancem za obvod Sheffiled Hillsborough. V první labouristické vládě se stal parlamentním tajemníkem na ministerstvu obchodu (1924). V následujících letech působil jako odborový předák a oponent finanční politiky tehdejšího kancléře pokladu Winstona Churchilla.
V druhé MacDonaldově vládě byl jmenován prvním lordem admirality (1929–1931), i když se původně všeobecně předpokládalo, že převezme ministerstvo obchodu. Od roku 1929 byl též členem Tajné rady a od roku 1931 místopředsedou Labouristické strany. Jako ministr námořnictva se v rámci úsporných opatření snažil omezit zbrojení a v této souvislosti podepsal smlouvy o vyrovnaných námořních silách s USA a Japonskem. Mimo jiné se také zasloužil o přístup dělnické třídy k důstojnickým hodnostem v Royal Navy. Ve volbách v roce 1931 neuspěl a následující čtyři roky byl mimo Dolní sněmovnu, znovu se věnoval práci v odborech. Poslanecký mandát získal znovu v roce 1935 a opět se zařadil mezi přední řečníky Labouristické strany. I když v minulosti patřil k Churchillovým politickým odpůrcům, za druhé světové války se stal členem koaličního válečného kabinetu znovu ve funkci prvního lorda admirality (1940–1945). Nepatřil však k nejbližším Churchillovým spolupracovníkům, který si ostatně jako premiér a ministr obrany uchoval zásadní rozhodovací pravomoce. Ve volbách v roce 1945 ve svém volebním obvodu zvítězil s výraznou převahou a do Attleeho vlády se vrátil znovu jako první lord admirality (1945–1946), v roce 1946 byl krátce ministrem bez portfeje a nakonec převzal úřad ministra obrany (1946-1950). V této funkci aktivně podporoval politiku ministra zahraničí Ernesta Bevina a patřil k odpůrcům Sovětského svazu.
V roce 1950 se rozhodl nekandidovat ve volbách a opustil Dolní sněmovnu. Téhož roku byl povýšen na vikomta a stal se členem Sněmovny lordů. Protože funkce ministra obrany vyžadovala zároveň členství v dolní komoře parlamentu, na tento úřad Alexander rezignoval a do konce Attleeho kabinetu si ponechal méně důležitou funkci lorda kancléře vévodství lancasterského (1950–1951). Po porážce labouristů ve volbách v roce 1951 se začal stahovat z veřejného života, zakoupil farmu v Essexu a také kvůli zdravotnímu stavu omezoval své návštěvy v Londýně. V prosinci 1955 byl po rezignaci lorda Jowitta vyzván, aby převzal vedení labouristické frakce ve Sněmovně lordů. Následujících devět let znovu aktivně působil v politice a na půdě Horní sněmovny často hovořil k různým tématům.
V roce 1963 byl povýšen na hraběte a o rok později obdržel Podvazkový řád, což byl ojedinělý případ řádového rytíře pocházejícího z dělnického prostředí. Byl též nositelem Řádu cti (1941) a v roce 1948 získal čestné občanství v Sheffieldu.
S manželkou Esther Chapple (1878–1969) měl dvě děti, syn Ronald Albert (1911–1912) zemřel v dětství, dcera Beatrix Dora (1909–2000) se provdala za podnikatele Williama Evisona.